# Onésime et le Chien bienfaisant
Pour plus de détails, voir Fiche technique et Distribution.
Onésime et le Chien bienfaisant est un film muet français réalisé par Jean Durand et sorti en 1912.

## Fiche technique
- Titre : Onésime et le Chien bienfaisant
- Réalisation : Jean Durand
- Photographie : Paul Castanet
- Société de production : Société des Établissements L. Gaumont
- Société de distribution : Comptoir Ciné-Location (CCL)
- Pays d'origine :  France
- Langue : film muet avec les intertitres en français
- Format : Noir et blanc — 35 mm — 1,33:1 — Muet
- Métrage : 162 m
- Genre : Comédie
- Durée : 5 minutes 30
- Dates de sortie : 
  -  France : 4 octobre 1912

## Distribution
- Ernest Bourbon : Onésime
- Berthe Dagmar : Sophie
- Jacques Beauvais
- Gaston Modot